# 自然神论
自然神論（deism），又称理神论，是17到18世纪的英國和18世纪的法國出現的一個哲學觀點，主要是回應牛頓力學對傳統神學世界觀的衝擊。這個思想认为雖然上帝創造了宇宙和它存在的科学规律，但是在此之后上帝并不再对这个世界的发展产生影响（與婆羅門教對梵天的解釋相仿）。這裡的自然神論主要是指具有閃米特一神教背景，並受其影響的西方唯一神教派自然神論者的觀點，而不是具有多神教背景的自然神論者等的觀點如泛自然神論。
自然神论者推崇理性原则，把上帝解释为非人格的始因的宗教哲学理论。又称理性神论。由17世纪英国思想家赫伯特爵士始创，著名代表有托兰德、哈特利、普利斯特里、约翰·洛克、艾萨克·牛顿等人，18世纪法国启蒙思想家伏尔泰、孟德斯鸠、卢梭等人也都是具有一定唯物主义倾向的自然神论者。自然神论反对蒙昧主义和神秘主义，否定迷信和各种违反自然规律的“奇迹”；认为上帝不过是“世界理性”或“有智慧的意志”；上帝作为世界的“始因”或“造物主”，它在创世之后就不再干预世界事务，而让世界按照它本身的规律存在和发展下去；主张用理性宗教或自然宗教代替天启宗教。
今日人們聽到自然神論就會聯想到「神造了世界卻不照管護理這個世界，任其發展」。但是17世紀英國人赫伯特爵士提出的自然神論，是想證明人們人類對上帝的信仰是合乎理性，不需要來自聖經中神的啟示。他主張基督教是自然宗教，但基督教有一些信仰的確已經超出了自然宗教，自然神論者把這些視為迷信的教士爭取信眾之作，不予接納。此論點亦被許多宗教改革者提醒並強調，以對立於帶有文化慣性的宗教迷信，對教條有選擇的接受而不是全然接受，把既定的歷史文化做為意識形態的偶像崇拜。
自然神論者也反對「預言」的應驗和「神蹟」作為根據上帝存在的根據。托馬斯·吳爾斯頓嚴厲批評神蹟，他認為基督復活乃是其屍體被門徒所竊，結果他因此被關而死在獄中，不過托馬斯·舍洛克因此得到靈感，寫了一本《復活見證受審記》，將新約中的見證一一驗證。
托马斯·潘恩的觀點頗能代表自然神論者的觀點：“我相信一個上帝，沒有其它的”，但“我不相信猶太教會、羅馬教會、希臘教會、土耳其教會、基督教和我所知道的任何教會所宣佈的信條。我自己的頭腦就是我自己的教會。”
勒内·笛卡尔 (1596年3月31日－1650年2月11日）的宗教信仰在学术圈中一直被严格地争论着。他声称是虔诚的罗马天主教(天主教)徒，以及“沉思”的目的是为了维护基督教信仰。但是在他自己的时代，笛卡尔被指控宣扬秘密的自然神论和无神论信仰。与他同时代的布莱兹·帕斯卡说，“我不能原谅笛卡尔；他在其全部的哲学之中都想能撇开上帝。然而他又不能不要上帝来轻轻碰一下，以便使世界运动起来；除此之外，他就再也用不着上帝了。”